# 인천 채씨
인천 채씨(仁川蔡氏)는 인천광역시를 본관으로 하는 한국의 성씨이다.

## 기원
사마천의 사기에 의하면 우리민족의 원류 중에 동이족의 선계인 삼황오제의 계대를 보면 황제헌원씨의 증손자인 사도(司徒)설(契)의 후손인 채림(蔡琳)이 은나라 왕족 기자(箕子)를 따라 고조선에 들어온 것이 채씨의 기원이다. 황제헌원씨의 아들인 현효, 손자 교극에 이은 제왕이자 토지를 관장하는 사도의 벼슬로 통치했고, 상나라 성탕왕의 선조로 알려져 있다. 기록에 등장하는 채씨는 신라 17대 내물왕의 옹주와 결혼한 채보한의 후손인 채원광이 부마이자 정승을 지냈다고 전한다.

## 역사
시조 채선무(蔡先茂)는 고려 때 동지추밀원사(同知樞密院使)에 추증되었다. 단소(壇所)는 대구 도곡산에 있다.
채선무의 아들 채신징(蔡愼徵)은 은청광록대부(銀靑光祿大夫)로 대장군(大將軍)을 지냈다. 손자 채보문(蔡寶文)이 1163년(의종 17) 문과에 급제하여 보문각대제학(寶文閣大提學)을 지내고 금성백(錦城伯)에 봉해졌다.

## 분파
10世 채귀하(蔡貴河)의 손자대에서 7파로 나뉜다.
- 11世 채영(蔡泳)
  - 12世 채기(蔡耆) → 직장공파(直長公派)
  - 12世 채륜(蔡倫) → 필선공파(弼善公派)
- 11世 채부(蔡浮)
  - 12世 채우상(蔡遇祥) → 판서공파(判書公派)
- 11世 채동양(蔡東陽)
  - 12世 채승(蔡昇) → 참의공파(參議公派)
- 11世 채명양(蔡明陽)
  - 12世 채징(蔡澄) → 군수공파(郡守公派)
  - 12世 채연(蔡淵) → 생원공파(生員公派)
  - 12世 채호(蔡灝) → 배천공파(白川公派)

## 인물
- 채보문(蔡寶文) : 1163년(의종 17) 문과에 급제하여 은청광록대부(銀靑光祿大夫), 병부시랑(兵部侍郞), 추밀원사(樞密院事), 예부상서(禮部尙書), 태자빈객 지제고(太子賓客知制誥), 보문각대제학(寶文閣大提學)을 역임하였고, 금성백(錦城伯)에 봉해졌다. 『동문선(東文選)』에 칠언율시 3수가 전한다.
- 채수(蔡壽, 1449년 ~ 1515년) : 14세손. 1469년(예종 1) 식년 문과에 장원 급제하여 대사헌, 충청도관찰사, 호조참판 등을 역임하였다. 1506년 중종반정에 가담하여 분의정국공신(奮義靖國功臣)에 녹훈되고 인천군(仁川君)에 봉군되었다. 저서로 《나재집》이 있다. 좌찬성에 추증되고, 시호는 양정(襄靖)이다.
- 채소권(蔡紹權) : 채수의 아들. 1506년 문과에 급제하여 대사간, 홍문관부제학을 거쳐 1531년 경기도관찰사, 1533년 대사헌을 역임하고, 1535년 형조판서에 이르렀다.
- 채무택(蔡無擇, ？ ∼ 1537년) : 1524년(중종 19) 문과에 급제하여 1535년 대사간을 거쳐 1536년 부제학이 되었다.
- 채무일(蔡無逸, 1496년 ∼ 1556년) : 채수의 손자. 1540년 식년 문과에 급제하여 이조정랑, 헌납, 한성서윤을 역임하였다.
- 채무(蔡楙, 1588년 ~ 1670년) : 1633년 증광문과에 급제하고, 병자호란 때 의병을 일으켰으며 1648년 성균관전적을 거쳐 병조좌랑이 되었다. 저서로는 『백포문집』이 있다.
- 채이항(蔡以恒, 1596년 ∼ 1666년) : 1636년(인조 14) 병자호란 때 의병을 모아 활동하고, 청(淸)나라를 배척하는 상소를 올려 심양(瀋陽)에 잡혀갔다가 돌아왔다. 1648년 선공감역(繕工監役), 1661년(현종 2) 석성현감(石城縣監)을 거쳐 평시서령(平市署令)에 이르렀다. 이조판서에 추증되었고, 시호는 경헌(景憲)이다.
- 채헌징(蔡獻徵, 1648년 ∼ 1726년) : 1678년 식년문과에 을과로 급제하여 사간원헌납, 사헌부지평, 진주목사, 인동현감, 영해부사 등을 지냈고, 1719년 통정(通政)에 올라 첨지중추부사에 임명되었다. 저서로는 『우헌문집』이 있다.
- 채문식(蔡汶植, 1925년 ~ 2010년) : 제8·9·10·11·12·13대 국회의원. 제11대 국회 의장.
- 채명신(蔡命新, 1926년 ~ 2013년) : 육군 중장
- 채재억(蔡載億, 1938년 ~ ) : 제9대 공업진흥청장
- 채이식(蔡利植, 1949년 ~ ) : 고려대학교 법학전문대학원 교수
- 채희봉(蔡熙奉, 1966년 ~ ) : 청와대 산업정책비서관

## 항렬자
| 30世   | 31世   | 32世   | 33世   | 34世   | 35世   | 36世   | 37世   | 38世   | 39世   | 40世 |
| ------ | ------ | ------ | ------ | ------ | ------ | ------ | ------ | ------ | ------ | ---- |
| 종(種) | 태(泰) | 교(敎) | 직(稙) | 운(雲) | 균(均) | 화(和) | 구(求) | 규(奎) | 수(秀) | 제   |

## 과거 급제자
인천 채씨는 조선시대 문과 급제자 21명, 생원·진사 85명을 배출하였다.
문과
채보문(蔡寶文) 채락(蔡洛) 채륜(蔡倫) 채명보(蔡命寶) 채명운(蔡命運) 채무(蔡楙)
채무두(蔡無斁) 채무일(蔡無逸) 채사흠(蔡思欽) 채소권(蔡紹權) 채수(蔡壽)
채수(蔡壽) 채용(蔡容) 채일상(蔡一祥) 채임소(蔡任紹) 채장오(蔡章五)
채장헌(蔡章獻) 채재(蔡載) 채정린(蔡廷麟) 채지연(蔡之沇) 채헌징(蔡獻徵)
채희범(蔡希範)
무과
채광익(蔡光益) 채대성 채락(蔡洛) 채몽익(蔡夢翼) 채변주 채봉일(蔡奉日) 채성린(蔡聖麟)채승서 채시한(蔡蓍漢) 채영방 채정순(蔡廷順) 채지반(蔡之潘) 채지청(蔡之淸) 채진(蔡津) 채후영(蔡後榮)
생원시
채광우(蔡光禹) 채구강(蔡九江) 채구장(蔡九章) 채구징(蔡耉徵) 채규섭(蔡奎燮)
채락(蔡洛) 채명보(蔡命寶) 채명원(蔡命元) 채무이(蔡無易) 채무일(蔡無逸)
채무적(蔡無敵) 채무태(蔡無怠) 채문징(蔡文徵) 채백휴(蔡百休) 채범곤(蔡範坤)
채복휴(蔡復休) 채붕(蔡鵬) 채상락(蔡相洛) 채석규(蔡錫圭) 채선견(蔡先見)
채송길(蔡宋吉) 채수(蔡壽) 채술선(蔡述先) 채시간(蔡蓍幹) 채시광(蔡蓍光)
채시방(蔡蓍邦) 채시창(蔡蓍昌) 채시풍(蔡蓍豊) 채영걸(蔡瀛傑) 채영휴(蔡永休)
채용(蔡容) 채응린(蔡應麟) 채응상(蔡應祥) 채이복(蔡以復) 채이휴(蔡以休)
채익하(蔡翊夏) 채인복(蔡仁復) 채주욱(蔡周郁) 채준헌(蔡俊獻) 채지면(蔡之沔)
채지연(蔡之沇) 채지함(蔡之涵) 채지호(蔡之湖) 채하징(蔡河徵) 채헌(蔡瀗)
채형락(蔡亨洛) 채홍수(蔡弘壽) 채홍조(蔡鴻祚)
진사시
채구몽(蔡九夢) 채구연(蔡九淵) 채구운(蔡九雲) 채무(蔡楙) 채무강(蔡無彊)
채무외(蔡無畏) 채무일(蔡無逸) 채무회(蔡無悔) 채무휼(蔡無恤) 채복휴(蔡復休)
채상섭(蔡商燮) 채석주(蔡錫疇) 채소권(蔡紹權) 채수(蔡壽) 채순묵(蔡純默)
채순억(蔡淳億) 채승권(蔡承權) 채시숭(蔡蓍崇) 채식(蔡㵓) 채용덕(蔡龍德)
채원검(蔡元儉) 채유검(蔡有儉) 채윤권(蔡胤權) 채응룡(蔡應龍) 채일규(蔡一揆)
채장한(蔡章漢) 채재(蔡載) 채정린(蔡廷麟) 채준식(蔡駿植) 채준원(蔡俊源)
채지경(蔡之經) 채지숙(蔡之淑) 채필흠(蔡弼欽) 채헌징(蔡獻徵) 채홍수(蔡弘壽)
채희(蔡禧) 채희범(蔡希範)

## 집성촌
- 인천광역시 남구
- 충청북도 음성군 원남면 삼용리
- 경상북도 칠곡군 기산면 행정리
- 경상북도 상주시 이안면 함창읍
- 경상북도 문경시
- 경상북도 포항시 북구 흥해읍 양백1리(백산),대련리(하일),망천리(동부)
- 대구광역시 동구 미대동,지묘동
- 경상남도 고성군 예성리
- 경상남도 거창군
- 충청남도 연기군 동면 합강리
- 경상북도 경산시
- 충청남도 금산군 군북면 두두리

## 인구
- 1985년 8,515가구 34,838명
- 2000년 11,415가구 37,391명
- 2015년 43,387명

## 같이 보기
- 평강 채씨
- 음성 채씨
- 광주 채씨